# (16189) Riehl
Pour les articles homonymes, voir Riehl.
(16189) Riehl est un astéroïde de la ceinture principale.

## Description
(16189) Riehl est un astéroïde de la ceinture principale. Il fut découvert le 8 janvier 2000 à Socorro (Nouveau-Mexique) par le projet LINEAR. Il présente une orbite caractérisée par un demi-grand axe de 2,91 UA, une excentricité de 0,02 et une inclinaison de 13,8° par rapport à l'écliptique.

## Compléments